# Al-Annaza (Tartus)
Al-Annaza (arab. العنازة) – miejscowość w Syrii, w muhafazie Tartus. W 2004 roku liczyła 1944 mieszkańców.